# 4110 Keats
4110 Keats è un asteroide della fascia principale del diametro medio di circa 25,29 km. Scoperto nel 1977, presenta un'orbita caratterizzata da un semiasse maggiore pari a 3,0928098 UA e da un'eccentricità di 0,1231185, inclinata di 2,10038° rispetto all'eclittica.